# McLaren MCL60
Chronologie des modèles (2023)
McLaren MCL36 McLaren MCL38
La McLaren MCL60 est la monoplace de Formule 1 engagée par l'écurie McLaren Racing dans le cadre de la saison 2023 du championnat du monde de Formule 1. Elle est pilotée par l'Australien Oscar Piastri, rookie qui remplace son compatriote Daniel Ricciardo, et le Britannique Lando Norris, présent chez McLaren pour la cinquième année consécutive.

## Présentation
La monoplace et sa livrée sont dévoilées le 13 février 2023. Elle porte le nom MCL60 en rappel du soixantième anniversaire de la fondation, par Bruce McLaren, de l'écurie Bruce McLaren Motor Racing Ltd. 
Malgré un début de saison très difficile, McLaren se classe quatrième du championnat du monde avec 302 points et neuf podiums.

## Résultats en championnat du monde de Formule 1
| Saison | Écurie                 | Moteur                                                  | Pneus   | Pilotes       | Courses | Courses | Courses | Courses | Courses | Courses | Courses | Courses | Courses | Courses | Courses | Courses | Courses | Courses | Courses | Courses | Courses | Courses | Courses | Courses | Courses | Courses | Points inscrits | Classement |
| Saison | Écurie                 | Moteur                                                  | Pneus   | Pilotes       | 1       | 2       | 3       | 4       | 5       | 6       | 7       | 8       | 9       | 10      | 11      | 12      | 13      | 14      | 15      | 16      | 17      | 18      | 19      | 20      | 21      | 22      | Points inscrits | Classement |
| ------ | ---------------------- | ------------------------------------------------------- | ------- | ------------- | ------- | ------- | ------- | ------- | ------- | ------- | ------- | ------- | ------- | ------- | ------- | ------- | ------- | ------- | ------- | ------- | ------- | ------- | ------- | ------- | ------- | ------- | --------------- | ---------- |
| 2023   | McLaren Formula 1 Team | Mercedes-AMG V6 turbo hybride F1 M14 E Performance 1.6L | Pirelli |               | BAH     | SAU     | AUS     | AZE     | MIA     | MON     | ESP     | CAN     | AUT     | GBR     | HON     | BEL     | P-B     | ITA     | SIN     | JAP     | QAT     | USA     | MEX     | SAO     | LAS     | ABU     | 302             | 4e         |
| 2023   | McLaren Formula 1 Team | Mercedes-AMG V6 turbo hybride F1 M14 E Performance 1.6L | Pirelli | Lando Norris  | 17e     | 17e     | 6e      | 9e      | 17e     | 9e      | 17e     | 13e     | 4e      | 2e      | 2e      | 7e      | 7e      | 8e      | 2e      | 2e      | 3e      | 2e      | 5e      | 2e      | Abd.    | 5e      | 302             | 4e         |
| 2023   | McLaren Formula 1 Team | Mercedes-AMG V6 turbo hybride F1 M14 E Performance 1.6L | Pirelli | Oscar Piastri | Abd.    | 15e     | 8e      | 11e     | 19e     | 10e     | 13e     | 11e     | 16e     | 4e      | 5e      | Abd.    | 9e      | 12e     | 7e      | 3e      | 2e      | Abd.    | 8e      | 14e     | 10e     | 6e      | 302             | 4e         |

Légende : ici 
- *Le pilote n'a pas terminé la course mais est classé pour avoir parcouru 90% de la distance.